# 告白撃
告白撃（こくはくげき）は、住野よるによる長編小説。住野よるのデビュー11作目となる作品である。

## 概要
10作目まで主に青春小説を書いてきた住野よるであるが、今作は主要登場人物たち全員が社会人という大人の恋と友情の物語となっている。作者の住野よるは今作の特徴を「主要登場人物が全員約三十歳の大人であること、彼ら彼女らが到底大人とは思えない作戦を企てること、そして住野よる史上最も酒量の多い作品であること」としている。a flood of circleの「Honey Moon Song」の歌詞が本作の重要なシーンで使われている。装幀は「青くて痛くて脆い」でも担当したイラストレーターのふすいが担当した。恒例の巻末作者プロフィールの好きなもには本作では「乾杯」を挙げている。

## 構想
作者の住野よるは雑誌のインタビューで「着想の発端は担当さんから、“自分のことを好きだとわかっている人を、結婚式に呼ばなければいけなかった”人の話を聞いたんです。めっちゃ苦しいし、めっちゃつらくていいじゃないですか。そのエピソードを聞いてから“どうやったら呼ばないで済むんだろう?”と考えるのが楽しくて、そこで想像したことを小説にしてみたいと思ったんです」と答えている。また、本作の醍醐味である、大人たちが揺れに揺れる最終盤のロングスパートについては、「その手前で話を終わらせようと思えば、終われるんですよね。でも、その先が知りたいというのは読者さんも感じるだろうし、僕自身も登場人物たちのために何かしらの決着を付けてあげたかったんです」と答えている。

## あらすじ
千鶴は自分のことを好きだと感じている響貴を結婚式に呼ばなくても良いように、響貴に「告白させてから、断る」ことを思いつき、果凛に協力を仰ぐ。大学時代の同級生6人（果凛、千鶴、響貴、華生、舞、大賀）の一泊二日の旅行、クリスマスディナーと響貴に告白させようと奔走するがうまくいかない。翌年、千鶴、響貴を除いた大学時代の同級生4人で新年会を行い、その際、果凛は舞と華生から響貴と千鶴をくっつけようとしていたことを打ち明けられる。果凛は舞の幹事力や華生の容赦ないところがあれば自分たちの作戦がうまくいくのではないかと考え、自分たちの作戦を舞たちに伝える。華生は「婚約ぐらい破棄できるのだから、千鶴を心変わりさせよう」と提案し、葛藤はありながら最終的に皆その意見に賛同し、千鶴を心変わりさせる第2弾の“告白撃“が始動する。響貴と千鶴をくっつける作戦はうまくいかず、千鶴の結婚式当日を迎える。披露宴の厚紙でできた二つ折りの席札には新婦からの個別メッセージが書いてあり、響貴の席札にはお約束で千鶴らしい前向きなメッセージがあった。千鶴の花嫁の手紙のスピーチ内容も普遍的なものであったが、響貴の席札の内容を踏まえて聞くと、千鶴のスピーチは新郎新婦について語っているものではなかった。千鶴が新居に引っ越しをする日、響貴は自分の気持ちを千鶴に告白する。

## 登場人
駒込　果凛（こまごめ　かりん）
千鶴、響貴とは社会人になってからもゲーム仲間。出版社の営業をしている。千鶴の告白作戦に協力する。
有永　千鶴（ありなが　ちずる）
果凛、響貴とは社会人になってからもゲーム仲間。化粧品メーカーのマーケターをしている。大学時代はいつも革ジャンを着ていた。職場の1つ下の同僚と婚約をしている。自分のことを好きだと感じている響貴を結婚式に呼ばなくても良いように響貴に「告白させてから、断る」作戦をたてる。
楢原　響貴（ならはら　ひびき）
公認会計士。気遣い人間で人間関係の構築が得意。自分の気持を含めてすべての事にバランスを取るバランス人間。
新村　華生（にいむら　かお）
男友達からはハナオと呼ばれている。2人の女の子を育てながら、売れっ子のイラストレーターをしており、その際のペンネームもハナオ。舞と共に響貴と千鶴を付き合わせるための告白作戦を行う。
兵頭　舞（ひょうどう　まい）
大学の時に彼氏から舞たんと呼ばれていたことから、果凛たちからいじられて、舞たんと呼ばれている。社会人になってからはお菓子メーカーに勤務している。華生と共に響貴と千鶴を付き合わせるための告白作戦を行う。大学時代は華生とイベントサークルに所属しており、幹事力が高い。
大賀（たいが）
大学時代は違う大学を辞め、果凛たちの大学へ再入学しており現役から見て3つ年上のため同級生からさんづけて呼ばれている。IT系ベンチャー企業に勤務している。
紀伊ちゃん（きいちゃん）
千鶴の会社の後輩。千鶴の結婚式の受付を担当する。イラストレーターとしての華生の大ファン。